# Carabidomemnus hammondi
Carabidomemnus hammondi is een keversoort uit de familie van de loopkevers (Carabidae). De wetenschappelijke naam van de soort is voor het eerst geldig gepubliceerd in 1974 door Luna de Carvalho.